# William Palacio
William de Jesús Palacio Navarro (* 27. März 1965 in Cartago (Kolumbien)) ist ein ehemaliger kolumbianischer Radrennfahrer.

## Sportliche Laufbahn
Palacio war im Bahnradsport und im Straßenradsport aktiv. Er war Teilnehmer der Olympischen Sommerspiele 1984 in Los Angeles. Dort startete er im Bahnradsport. Im Punktefahren belegte er den 15. Rang. In der Einerverfolgung schied er in der Qualifikation aus.
1985 gewann er die Vuelta a Columbia für Nachwuchsfahrer. In der Tour de l’Avenir kam er auf den 9. Platz. Von 1986 bis 1992 war er als Berufsfahrer aktiv. Das Etappenrennen Vuelta al Valle del Cauca gewann er 1990. 1992 holte er einen Etappensieg im Critérium du Dauphiné Libéré.
Palacio bestritt alle Grand Tours.
| Grand Tour            | 1988 | 1989 | 1990 | 1991 | 1992 |
| --------------------- | ---- | ---- | ---- | ---- | ---- |
| Vuelta a EspañaVuelta | 12   | 30   | 39   | 69   | 17   |
| Giro d’ItaliaGiro     | DNF  | –    | –    | –    | –    |
| Tour de FranceTour    | –    | 25   | 16   | –    | DNF  |

## Anmerkung
Auf der Seite www.olympedia.org ist der 11. Januar 2001 als Todestag vermerkt. Nach anderen Quellen lebt er.
| Personendaten    | Personendaten                                          |
| ---------------- | ------------------------------------------------------ |
| NAME             | Palacio, William                                       |
| ALTERNATIVNAMEN  | Palacio Navarro, William de Jesús (vollständiger Name) |
| KURZBESCHREIBUNG | kolumbianischer Radrennfahrer                          |
| GEBURTSDATUM     | 27. März 1965                                          |
| GEBURTSORT       | Cartago (Kolumbien)                                    |